# Ampelakia
Ampelakia  este un oraș în Grecia în prefectura Attica.